# Corwen
Corwen is een plaats in het Welshe graafschap Denbighshire.
Corwen telt 2398 inwoners.

## Galerij

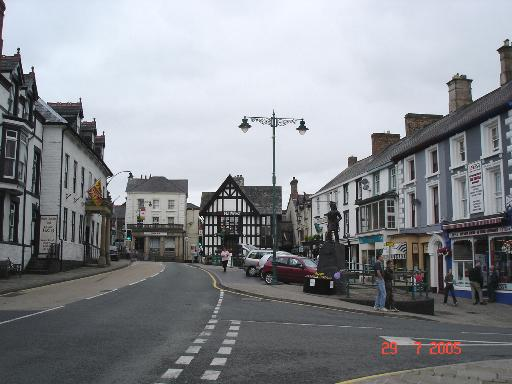
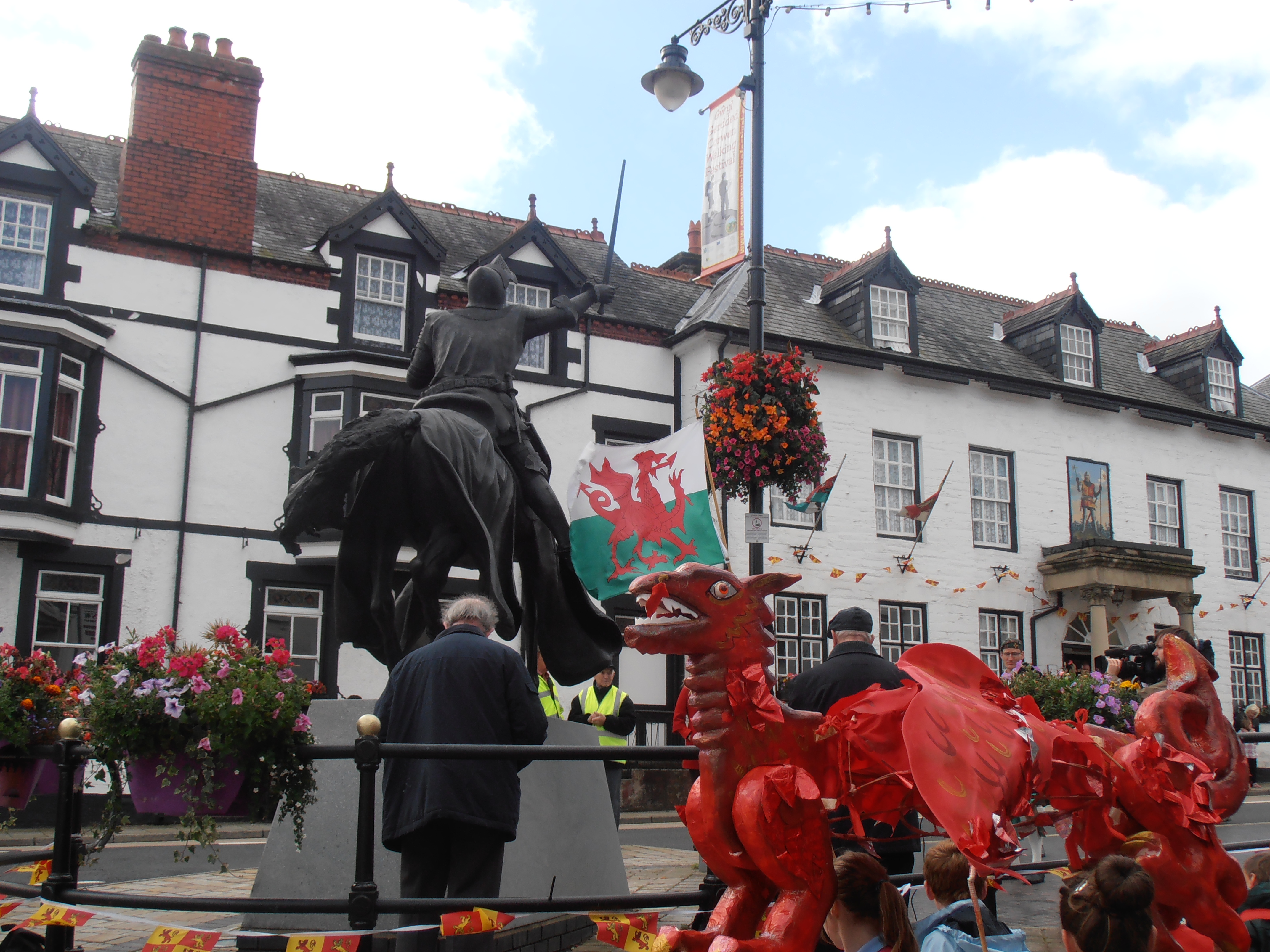
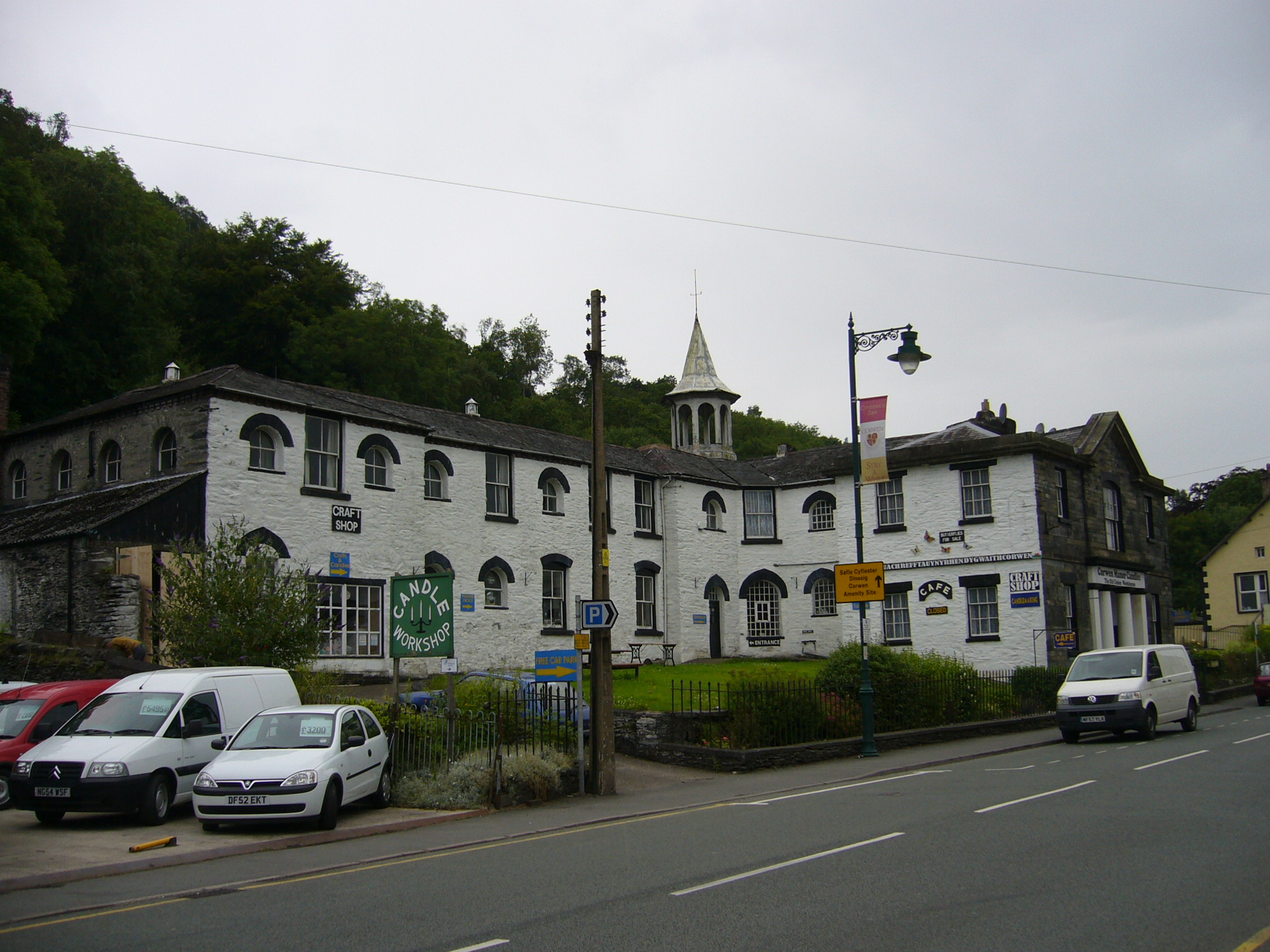
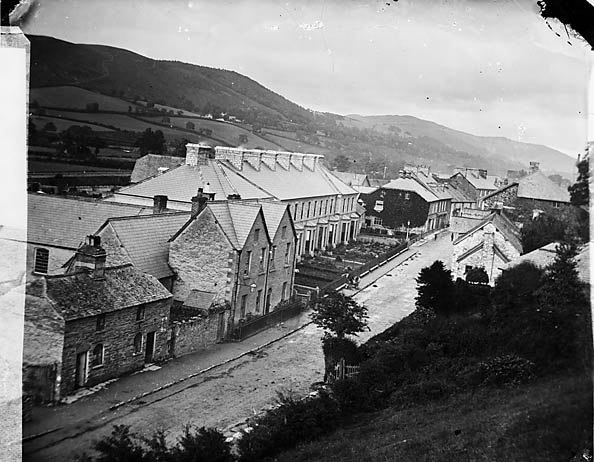